# 小西沙絵加
小西 沙絵加（こにし さえか、1994年12月13日 - ）は、日本の女性ファッションモデル。滋賀県出身。

## 人物
- 2009年、第12回全日本国民的美少女コンテストで審査員特別賞を受賞。

## 出演

### テレビドラマ
- 殺陣師列伝〜知られざる殺陣の世界〜（2013年3月3日 - 5月12日、時代劇専門チャンネル） - 松山美音子 役

### CM
- 衛星放送協会「不正視聴 絶対ダメ!（違法篇）」

### 雑誌
- DiaDaisy（2009年、小学館）